# Monotoma mucida
Monotoma mucida es una especie de coleóptero de la familia Monotomidae.

## Distribución geográfica
Habita en California (Estados Unidos).